# Anneke Elro
Anneke Elro, pseudoniem van Johanna Vooijs (Rotterdam, 12 april 1928 – Rijswijk, 27 juni 2014), was een Nederlandse toneelactrice, werkzaam bij Het Rotterdamsch Kindertoneel en Anneke Elro's Jeugdtoneel.

## Levensloop
Elro was de dochter van Willy (Ewalda) Rotermundt en Hendrik Vooijs (overl. 1949). Op latere leeftijd nam ze op instigatie van haar stiefvader Johan Eldering de artiestennaam Elro aan, een samenvoeging van de eerste twee eerste letters van de achternamen van haar ouders. Zij behield deze naam tot het eind van haar carrière in 1973.
Elro speelde als zesjarige al vaak kinderrollen in het sprookjestoneel van haar ouders en op 17-jarige leeftijd speelde ze de rollen van jonge meisjes bij het toneelgezelschap De Rotterdammers. Op aanraden van Alex de Meester nam Elro toneelles bij Mieke Verstraete en zo werd ze gevraagd voor de Bouwmeester Revue, waar Coen Spaan impresario voor was. Enig tijd later traden Elro en Spaan in het huwelijk.
In 1948 richtte Elro Het Rotterdamsch Kindertoneel op. Dit groeide later uit tot Anneke Elro's Jeugdtoneel, waarin zij de hoofdrollen vervulde, terwijl Willy Rotermundt de stiefmoeder, oude heks of slechte buurvrouw speelde. Johan Eldering vervulde de rollen van de baronnen, vaders en aardige buurmannen.
Ook vervulde zij assistentrollen in onder andere het gezelschap van Siem Nieuwenhuyzen. In het door Henk Scholten geregisseerde KRO-televisieprogramma Kiekeboe (het eerste programma met verborgen camera) nam ze collega's bij de neus.
Spaan overleed in 1982, Elro trok zich terug in de anonimiteit als Anneke Spaan-Vooijs. Op 27 juni 2014 overleed zij in haar woonplaats Rijswijk.

## Enkele van haar voorstellingen
- Assepoester
- Doorenroosje
- Sneeuwwitje
- Sjors en Sjimmie
- Repelsteeltje
- Pietje Bell
- Panda
- Klein Duimpje
- Hans en Grietje
- Piggelmee

## Trivia
- Ze maakte voor het ANWB-tijdschrift Kampioen reisverslagen.